# Le Grand Défi (film, 1986)
Pour les articles homonymes, voir Le Grand Défi.
Pour plus de détails, voir Fiche technique et Distribution.
Le Grand Défi (Hoosiers) est un film américain réalisé par David Anspaugh, sorti en 1986.

## Synopsis
En 1951, Norman Dale déménage à Hickory, dans l'Indiana. Cletus Summers, un directeur de lycée, l'engage pour être professeur d'études sociales et entraîneur-chef de l'équipe de basket-ball de l'école.
La plupart des habitants de la ville se sentent passionnés par le basket-ball, mais cela se traduit plus tard par une déception lorsque Jimmy Chitwood abandonne l'équipe après avoir appris que son ancien entraîneur est décédé. Après une assemblée de rencontre[Quoi ?], Norman rencontre Myra Fleener, également enseignante de l'école, qui recommande à Dale de ne pas recruter Jimmy pour rejoindre l'équipe.
L'inscription de l'école n'a pas grand-chose à revendre que la liste de l'équipe de basket-ball de l'école est limitée à sept joueurs[pas clair]. Lors du premier entraînement de l'équipe, la philosophie de Norman n'est pas ce à quoi on s'attend après avoir licencié un de ses joueurs[pas clair], et un autre joueur s'en va en signe de protestation. Les autres joueurs font les exercices habituels concernant les fondamentaux et le conditionnement, mais sans mêlée ni tir[Quoi ?].
Au fil de la saison, Norman encourage ses joueurs à passer quatre fois avant de tirer dans le panier. Rade Butcher, l'un des joueurs de l'équipe, ne suit pas correctement les instructions de Norman et est mis sur le banc. Lorsque Merle Webb commet une faute, Norman commence à jeter l'éponge, entraînant ainsi la perte de match de l'équipe[pas clair]. Plus tard dans la saison, un joueur d'une équipe adverse se heurte à Norman lors d'une dispute, ce qui incite Rade à défendre son entraîneur. Dans la bagarre qui s'ensuit, Cletus, qui officie en tant qu'entraîneur adjoint, est la proie d'une légère crise cardiaque. Au fur et à mesure que la saison progresse, l'équipe de basket-ball ne produit pas d'excellents résultats, ce qui conduit souvent Norman à se heurter aux officiels voire à être disqualifié[pas clair] à quelques reprises. Alors que Cletus est indisponible, Norman recrute Wilbur Flatch, un alcoolique local, pour le remplacer en tant qu'entraîneur adjoint.
La moitié de la saison étant passée, les habitants de la ville se rassemblent à la mairie avec le shérif Finley en remorque[pas clair]. Se sentant bouleversés par l'équipe de basket-ball en difficulté et incapable de construire une bonne chimie, les habitants réclament le renvoi de Norman comme entraîneur-chef de l'équipe. Myra arrive sur les lieux pour annoncer que Norman était autrefois entraîneur de basket-ball universitaire dans un passé lointain, mais cela s'est détérioré sans ménagement après avoir attaqué un autre joueur[pas clair]. Ne voulant pas expliquer le passé mouvementé de Norman, Myra insiste sur le fait que les habitants et le shérif devraient donner une dernière chance à Norman, mais ils veulent toujours le rejeter par tous les moyens. Jimmy, après s'être concentré sur ses études pour aider à construire une vie meilleure, arrive alors sur scène et annonce qu'il rejoint l'équipe de basket. La plupart des habitants commencent à avoir des doutes et demandent à laisser Norman rester entraîneur-chef de l'équipe de basket-ball.
Avec Jimmy de retour à bord, l'équipe de basket-ball nouvellement revigorée s'avère être un effort gagnant[pas clair], mais Norman se dispute encore fréquemment avec les officiels au sujet d'appels manqués[Quoi ?], entraînant quelques éjections[Quoi ?]. Lorsque l'équipe de basket-ball atteint les séries éliminatoires, Wilbur a un épisode d'ivresse et est admis à l'hôpital. L'équipe atteint finalement le dernier tour du tournoi, le championnat d'État, qui attire une foule bien plus importante que n'importe quel match de basket-ball de lycée. L'équipe adverse du virage sud[Quoi ?] est composée de joueurs talentueux portant la couleur de peau opposée[Quoi ?]. Imperturbables, les Hoosiers relèvent le défi, qui s'avère être une bataille en dents de scie pour les deux parties[Quoi ?]. Après avoir traîné de loin pour commencer[Quoi ?], les Hoosiers se rallient[Quoi ?] de manière considérable, et Jimmy fait un dernier coup juste au son du buzzer, permettant aux Hoosiers de remporter le championnat.

## Fiche technique
Sauf indication contraire, les informations mentionnées dans cette section peuvent être confirmées par la base de données cinématographiques IMDb,  présente dans la section « Liens externes ».
- Titre original : Hoosiers
- Titre français : Le Grand Défi
- Réalisation : David Anspaugh
- Scénario : Angelo Pizzo
- Musique : Jerry Goldsmith
- Photographie : Fred Murphy et Oliver Wood (seconde équipe)
- Montage : Carroll Timothy O'Meara
- Production : John Daly, Carter DeHaven, Derek Gibson et Angelo Pizzo
- Sociétés de production : De Haven Productions & Hemdale Film
- Société de distribution : Orion Pictures
- Pays de production :  États-Unis,  Royaume-Uni
- Langue originale : anglais
- Format : couleur - 1,85:1 - 35 mm - son Dolby SR
- Genre : drame
- Durée : 114 minutes

## Distribution
Sauf indication contraire, les informations mentionnées dans cette section peuvent être confirmées par la base de données cinématographiques IMDb,  présente dans la section « Liens externes ».
- Gene Hackman (VF : Jacques Richard) : le coach Norman Dale
- Barbara Hershey (VF : Frédérique Tirmont) : Myra Fleener
- Dennis Hopper (VF : Patrick Floersheim) : Wilbur « Shooter » Flatch
- Sheb Wooley (VF : Jacques Dynam) : Cletus Summers
- Chelcie Ross (VF : Georges Berthomieu) : George
- Maris Valainis (en) : Jimmy Chitwood
- Fern Persons (en) : Opal Fleener
- Robert Swan (en) (VF : Régis Ivanov) : Rollin Butcher
- Michael O'Guinne (VF : Hubert Drac) : Rooster
- Wil Dewitt (VF : Roland Ménard) : le révérend Doty
- John Robert Thompson (VF : Richard Leblond) : le shérif Finley
- Michael Sassone (VF : Bernard Musson) : le pasteur Purl
- Gloria Dorson : Millie
- Brad Boyle : Whit Butcher
- Steve Hollar (VF : Jean-Luc Kayser) : Rade Butcher
- Brad Long (en) (VF : Michel Mella) : Buddy
- David Neidorf (VF : Julien Kramer) : Everett
- Kent Poole (VF : Emmanuel Curtil) : Merle
- Wade Schenck (VF : Nicolas Marié) : Ollie
- Mike Dalzell (VF : Bernard Musson) : le maire Carl
- Scott Summers (VF : Daniel Lafourcade) : Strap Purl
- Hilliard Gates (en) (VF : Serge Bourrier) : l'annonceur radio pour la finale

 Source et légende : version française (VF) sur RS Doublage et selon le carton du doublage français sur le DVD zone 2.

## Distinctions
- Oscars 1987 :
  - nomination à l'Oscar du meilleur acteur dans un second rôle pour Dennis Hopper
  - nomination à l'Oscar de la meilleure musique pour Jerry Goldsmith